# Azerbajdzjanska
Azerbajdzjanska (även benämnt azeri och azeriska; Azərbaycan dili) är ett språk, som i sin nordliga form, även kallat nordazerbajdzjanska, talas av cirka 10 miljoner (2021) människor i Azerbajdzjan (där det är det officiella språket) och den tillhörande autonoma republiken Nachitjevan. I det autonoma området Nagorno-Karabach inom Azerbajdzjan var armeniska dock det största språket.
Sydazerbajdzjanska, eller iransk azerbajdzjanska, är den största varianten och talas av upp till 17 miljoner i Iran, varav en stor del i landskapet Azarbaijan, en sydlig granne till republiken Azerbajdzjan.
Vidare talas azerbajdzjanska av cirka 300 000 i sydöstra Georgien och av mindre grupper i Irak, Dagestan (Ryssland), övriga Ryssland, Ukraina, Turkiet, Afghanistan, Syrien, Uzbekistan, Kazakstan och Turkmenistan.
Azerbajdzjanska är ett sydväst-turkspråk och är nära besläktat med turkiskan. Totalt uppskattas det att det finns en språktalande population på 50 miljoner människor globalt.

## Historia
Under 1100-talet började azerbajdzjanskan framträda som ett särskilt språk som inte längre var en del av fornturkiska. Denna process pågick till cirka 1450.
År 1828 delade Ryssland och Iran de azerbajdzjanska språkområdena mellan sig. Iran fick de södra områdena och Ryssland de norra. Övriga områden där språket talades uppgick i Osmanska riket.
Under 1900-talet bytte norra delen av landet, dagens Azerbajdzjan, sitt alfabet tre gånger: 1929 ersattes den gamla arabiska skriften med den latinska och tio år senare, 1939, med den kyrilliska. År 1991, efter att landet återigen fått självständighet, ersattes det kyrilliska alfabetet med det latinska igen, dock med en variant som skiljer sig från varianten som användes 1929–1939.
Under 1900-talet krympte azerbajdzjanskans utbredningsområde rejält till följd av den etnopolitiska konflikten med grannlandet Armenien. 1988–1989 deporterades den sista azerbajdzjanska befolkningen, som vid det laget utgjorde endast 10 procent av landets totala folkmängd, från Armenien, och under Karabachkrigets gång deporterades den azerbajdzjanskspråkiga befolkningen såväl från själva Nagorno-Karabach som från sju omgivande distrikt. Enligt den ryska folkräkningen strax före sekelskiftet 1900 utgjorde däremot tatarer, som myndigheterna kallade azerbajdzjaner, uppemot 40 procent av befolkningen i områdena som idag utgör Armenien.

## Alfabet
Azerbajdzjanskan i Azerbajdzjan har skrivits med arabiska och kyrilliska bokstäver men använder numera latinska. Azerbajdzjanskan i Iran skrivs med det persiska alfabetet, men man har nyligen börjat införa samma alfabet som i Azerbajdzjan.[källa behövs] Skrivmaskiner med bokstaven ə var mycket svåra att få tag på och fram till införandet av Unicode var bokstaven även mycket svår att skriva på en dator. Därför har æ eller ä ofta använts istället. Nu för tiden används nästan uteslutande ə i Azerbajdzjan, men i Iran används ä oftare. Sedan latinska alfabetet infördes i Azerbajdzjan behöver azerbajdzjanska namn inte transkriberas till svenska. Däremot byter man ut Ə och ə mot Ä och ä, samt ersätter versalt İ med I utan prick.
| Latinsk | Kyrillisk | Fonetik | Transkribering från kyrilliska |
| A a     | А а       | [aː]    | a                              |
| B b     | Б б       | [b]     | b                              |
| C c     | Ҹ ҹ       | [ʤ]     | dzj                            |
| Ç ç     | Ч ч       | [ʧ]     | tj                             |
| D d     | Д д       | [d]     | d                              |
| E e     | Е е       | [ɛ]     | e                              |
| Ə ə     | Ә ә       | [æ]     | ä                              |
| F f     | Ф ф       | [f]     | f                              |
| G g     | Ҝ ҝ       | [gʲ]    | g, gj                          |
| Ğ ğ     | Ғ ғ       | [ɣ]     | gh                             |
| H h     | Һ һ       | [h]     | h                              |
| X x     | Х х       | [x]     | ch                             |
| I ı     | Ы ы       | [ə]     | y                              |
| İ i     | И и       | [ɪ]     | i                              |
| J j     | Ж ж       | [ʒ]     | zj                             |
| K k     | К к       | [kʲ]    | k, kj                          |
| Q q     | Г г       | [g]     | q                              |
| L l     | Л л       | [l]     | l                              |
| M m     | М м       | [m]     | m                              |
| N n     | Н н       | [n]     | n                              |
| O o     | О о       | [ɒ]     | o                              |
| Ö ö     | Ө ө       | [ɜː]    | ö                              |
| P p     | П п       | [p]     | p                              |
| R r     | Р р       | [r]     | r                              |
| S s     | С с       | [s]     | s                              |
| Ş ş     | Ш ш       | [ʃ]     | sj                             |
| T t     | Т т       | [t]     | t                              |
| U u     | У у       | [ʊ]     | u                              |
| Ü ü     | Ү ү       | [uː]    | ü                              |
| V v     | В в       | [v]     | v                              |
| Y y     | J ј       | [j]     | j                              |
| Z z     | З з       | [z]     | z                              |

## Dialekter
Trots sitt jämförelsevis stora antal talare skiljer sig azerbajdzjanska dialekter inte markant från varandra, men Ethnologue räknar ändå sydliga och nordliga dialekter som två separata språk. Olika dialekters talare brukar inte ha problem med att förstå varandra. Det kan vara svårt för talarna i Azerbajdzjanska republiken att förstå vissa ord med ursprunglig arabisk eller persisk rot, som ofta används av talare i den iranska delen. Till exempel blir ordet firgə, "politiskt parti", som används i Södra Azerbajdzjan, inte förstått av invånarna i Republiken Azerbajdzjan där man istället använder ordet partiya (från ryskan) för samma begrepp. Detta fenomen förklaras med att båda orden har använts mycket ofta i respektive landsdel sedan splittringen 1828.
En tid efter att Wikipedias azerbajdzjanska upplaga grundades år 2002, innehöll den artiklar skrivna såväl med det latinska som med det arabiska alfabetet. En absolut majoritet av artiklarna var dock skrivna med Azerbajdzjanska republikens officiella alfabet, det vill säga det som är baserat på det latinska alfabetet. Sommaren 2015 grundades en separat upplaga för artiklar endast skrivna med arabiska alfabetet. Karaktäristiskt nog fick den nya upplaga det engelska namnet "South Azerbaijani", medan det inhemska namnet blev "تۆرکجه", eller "türkcə" (bokstavligen turkiska eller "turkspråk"), vilket återspeglar det faktum att den azerbajdzjanska etniska identiteten konstruerades i den sovjetiska kontexten, medan azerbajdzjanernas folkfränder i Iran behöll sin primära identitet som turkar (i vidare bemärkelse, inte i betydelsen "med ursprung i Turkiet").

## Fonologi

### Konsonanter
|             | Labial | Labial | Dental/ Alveolar | Dental/ Alveolar | Post- alveolar | Post- alveolar | Palatal | Palatal | Velar | Velar | Glottal | Glottal |
| ----------- | ------ | ------ | ---------------- | ---------------- | -------------- | -------------- | ------- | ------- | ----- | ----- | ------- | ------- |
| Nasal       | m      | m      | n̪                | n̪                |                |                |         |         |       |       |         |         |
| Klusil      | p      | b      | t̪                | d̪                | t͡ʃ             | d͡ʒ             | c       | ɟ       | k     | ɡ     |         |         |
| Frikativa   | f      | v      | s̪                | z̪                | ʃ              | ʒ              | ç       |         | x     | ɣ     | h       |         |
| Approximant |        |        | l                | l                |                |                | j       | j       |       |       |         |         |
| Flapp       |        |        | ɾ                | ɾ                |                |                |         |         |       |       |         |         |

1. /t͡ʃ/ och /d͡ʒ/ uttalas som [t͡s] respektive [d͡z] i områdena runt Tabriz och i väst, syd och sydväst om Tabriz (inklusive Kirkuk i Irak); i Nakhchivan- och Ayrumdialekterna, i Jabrayil och några dialekter vid den kaspiska kusten.[9]
2. /k/ finns enbart i ryska och franska lånord (skrivs, liksom /c/, med k).
3. /w/ finns i Kirkukdialekten som en allofon till /v/ i arabiska lånord.
4. I Bakudialekten kan /ov/ uttalas som [oʷ], och /ev/ och /øv/ som [øw], till exempel /ɡovurˈmɑ/ → [ɡowurˈmɑ], /sevˈdɑ/ → [søwˈdɑ], /døvˈrɑn/ → [døwˈrɑn][källa behövs]

### Vokaler

Vokalfonem i standardazerbajdzjanskan

Vokalfonem i standardazerbajdzjanskan: /i, y, ɯ, u, e, œ, o, æ, ɑ/.